# Drosophila florae
Drosophila florae är en tvåvingeart som beskrevs av Alfred Sturtevant 1916. Drosophila florae ingår i släktet Drosophila och familjen daggflugor.
Artens utbredningsområde är Västindien, Costa Rica och Honduras.